# 本庄里恵子
本庄 里恵子（ほんじょう りえこ、1977年〈昭和52年〉10月12日 - ）は、フリーアナウンサーで、元瀬戸内海放送高松本社報道制作ユニット所属のアナウンサー兼報道記者。姉はRKB毎日放送アナウンサーの本庄麻里子。

## 来歴
神奈川県横浜市出身。慶應義塾大学総合政策学部を卒業後の2000年4月、瀬戸内海放送に入社。
2005年から2008年12月までKSBの初代岡山･香川地区地上デジタル放送推進大使に任命されていた。
2009年1月より産休のため、出演番組を一時降板。産休明けの2010年4月から金曜日のKSBスーパーJチャンネルに復帰した。

## 出演番組

### テレビ
- 自由人、会社人〜トップの横顔〜※ナビゲーター、 -2004年4月 - 2008年12月、2015年9月6日 -

## 過去出演番組
- KSBスーパーJチャンネル（金曜キャスター担当、2010年4月 - ）
  - これまで、木・金曜 → 金曜 → 月～木曜 → 月～金曜と担当してきた。前述にある通り、産休のため2009年より一時降板していた。
- にこまるTV（番組内のニュース・天気担当）
- 最強!ドリーム百貨店（エレベーターガール、2010年7月 - 2011年9月）
- アタック25（朝日放送） - 2007年1月7日※新春女性アナウンサー大会